# تامی گرومن
تامی گرومن (انگلیسی: Tommy Gorman; ۹ ژوئن ۱۸۸۶ – ۱۵ مهٔ ۱۹۶۱) بازیکن لاکراس اهل کانادا بود.
وی همچنین برندهٔ جوایزی همچون جام استنلی و تالار افتخارات هاکی شده‌است.
وی در مسابقات کشوری و بین‌المللی در مجموع برندهٔ ۱ مدال طلا شده‌است.